# Ролинг Хилс Естејтс (Калифорнија)
Ролинг Хилс Естејтс (енгл. Rolling Hills Estates) град је у америчкој савезној држави Калифорнија. По попису становништва из 2010. у њему је живело 8.067 становника.

## Демографија
Према попису становништва из 2010. у граду је живело 8.067 становника, што је 391 (5,1%) становника више него 2000. године.
| Група             | 2000.         | 2010.         |
| Белци             | 5.418 (70,6%) | 5.134 (63,6%) |
| Афроамериканци    | 89 (1,2%)     | 109 (1,4%)    |
| Азијати           | 1.557 (20,3%) | 2.007 (24,9%) |
| Хиспаноамериканци | 366 (4,8%)    | 499 (6,2%)    |
| Укупно            | 7.676         | 8.067         |